# Teledyne Technologies
Teledyne Technologies ist ein US-amerikanischer Mischkonzern mit Sitz in Thousand Oaks, Kalifornien.
Teledyne, Inc. wurde 1960 gegründet und existierte von 1996 bis 1999 als Teil von Allegheny Technologies. Teledyne Technologies wurde 1999 wieder aus Allegheny Technologies ausgegliedert. Im Jahr 2011 übernahm Teledyne Technologies das kanadische Unternehmen Dalsa, einen Hersteller von Produkten für die industrielle elektronische Bildverarbeitung. Im Januar 2021 wurde die Übernahme von FLIR Systems bekanntgegeben.
Der Konzern entwickelt und produziert unter anderem Messinstrumente und Sensoren, Kameras und Software für bildgebende Verfahren sowie Elektronikprodukte für die Luftfahrt. Weiterhin erbringt der Konzern Engineering-Leistungen für verschiedene Branchen. Im Geschäftsjahr 2022 wurde rund 25 % des Umsatzes (~1,4 Mrd. US-Dollar) mit Verträgen mit der US-Regierung erzielt.